# Juego repetido
En la teoría de juegos, un juego repetido (superjuego o juego iterado) es un juego en forma extensiva que consiste en un cierto número de repeticiones de un juego base (llamado un juego de etapa). El juego suele ser de 2 jugadores. Capta la idea de que un jugador tendrá que tener en cuenta el impacto de su acción actual sobre las acciones futuras de otros jugadores, lo que a veces se llama su reputación. La presencia de diferentes equilibrios se debe a la amenaza de represalias es real, ya que se va a jugar el juego de nuevo con la misma persona. Se puede demostrar que todas las estrategias que tiene una rentabilidad superior a la rentabilidad minmax pueden ser un equilibrio de Nash, que es un conjunto muy amplio de estrategias. 

## Periodos finitos vs infinitamente repetidos
Los juegos repetidos pueden dividirse en dos clases, dependiendo de si el horizonte es finito o infinito. Los resultados en estos dos casos son muy diferentes. Incluso los juegos finitamente repetidos no son necesariamente de horizonte finito, el jugador sólo puede percibir una probabilidad de un nuevo ciclo y actuar en consecuencia. Por ejemplo, el hecho de que todo el mundo tiene una duración fija no significa que todos los juegos deben de ser de horizonte finito. Además, los jugadores pueden actuar de manera diferente cuando el horizonte está muy lejano en oposición a cuando está cerca, lo que probablemente puede ser pensado como una función modificadora de tiempo aplicado a la recompensa. La diferencia en las estrategias para los juegos de horizonte finito frente a infinito es un tema muy debatido, y muchos teóricos de juegos tienen diferentes puntos de vista sobre ellas.